# The Girl at Lancing Mill
The Girl at Lancing Mill è un cortometraggio muto del 1913 diretto da Warwick Buckland.

## Trama
Il nuovo proprietario del frantoio si finge un operaio per salvare una ragazza vittima del manager.

## Produzione
Il film fu prodotto dalla Hepworth.

## Distribuzione
Distribuito dalla Hepworth, il film - un cortometraggio di 343 metri - uscì nelle sale cinematografiche britanniche nell'agosto 1913.
Si conoscono pochi dati del film che, prodotto dalla Hepworth, fu distrutto nel 1924 dallo stesso produttore, Cecil M. Hepworth. Fallito, in gravissime difficoltà finanziarie, il produttore pensò in questo modo di poter almeno recuperare il nitrato d'argento della pellicola.